# Bruce Clark
Bruce M. Clark (New Castle, 31 marzo 1958) è un ex giocatore di football americano statunitense che ha militato nel ruolo di defensive end nella National Football League (NFL), nella Canadian Football League (CFL), nell'Arena Football League e nella World League of American Football.

## Carriera
Clark fu scelto come quarto assoluto nel Draft NFL 1980 dai Green Bay Packers. Tuttavia rifiutò di giocare per loro e firmò con i Toronto Argonauts della CFL. Dopo due anni in Canada passò sette stagioni con i New Orleans Saints dal 1982 al 1988, venendo convocato per il Pro Bowl nel 1984, dopo di che passò ai Kansas City Chiefs per un'ultima stagione nella NFL nel 1989.
In seguito giocò per una stagione con i Barcelona Dragons della World League of American Football che lo scelsero nel primo turno del draft supplementare del 1991. La sua esperienza e il suo carisma furono importanti per i Dragons per avere una prima stagione di successo. Quell'anno disputò tutte le 10 gare come titolare, guidando la squadra a pari merito con 7 sack.

## Palmarès
- Convocazioni al Pro Bowl: 1

1984
- CFL All-Star: 1

1980
- NFL All-Rookie Team - 1982
- Lombardi Award - 1978